# Безыменка
Безыме́нка (укр. Безіме́нка, Безымянный, в верховье — Млыновка ) — река в Луцком районе Волынской области Украины, левый приток Липы (бассейн Припяти).

## Описание
Длина реки 21 км, уклон реки — 1,1 м/км. Формируется из множества безымянных ручейков и водоёмов. Площадь бассейна 192 км².

## Расположение
Берёт начало возле села Мирков. Течёт в основном на юго-восток через орнитологический заказник местного значения «Холонов» и между сёлами Галичане и Красов впадает в реку Липу, левый приток Стыра.
Населённые пункты вдоль береговой полосы: Марковичи, Скобелка, Горохов, Старостав, Холонов.